# Eduardo e Mônica (filme)
Eduardo e Mônica (prt: Eduardo e Mónica) é um filme brasileiro de comédia dramática, dirigido por René Sampaio. É baseado na canção homônima escrita por Renato Russo para a banda Legião Urbana. Gabriel Leone e Alice Braga interpretam Eduardo e Mônica, respectivamente. O filme foi lançado no Festival Internacional de Cinema de Miami em 8 de março de 2020, e no Brasil em 20 de janeiro de 2022, mas seu lançamento estava previsto para 2020 e posteriormente pra abril de 2021.

## Elenco
- Alice Braga como Mônica Queiroz
- Gabriel Leone como Eduardo Sousa
- Juliana Carneiro da Cunha como Lara
- Otávio Augusto como Seu Bira
- Victor Lamoglia como Inácio
- Bruna Spínola como Karina
- Digão Ribeiro como Digão
- Eli Ferreira como Tina
- Luisa Viotti como Bárbara
- Ivan Mendes como Felipe
- Fabrício Boliveira como participação especial

## Prêmios e indicações
| Ano  | Prêmio                               | Categoria                                  | Indicado         | Resultado | Ref.   |
| ---- | ------------------------------------ | ------------------------------------------ | ---------------- | --------- | ------ |
| 2020 | Edmonton International Film Festival | Melhor Filme Estrangeiro                   | Eduardo e Mônica | Venceu    | [ 11 ] |
| 2022 | Prêmio ABRA de Roteiro               | Melhor Roteiro Adaptado de Filme de Ficção | Eduardo e Mônica | Indicado  | [ 12 ] |